# Detlev Lauscher
Detlev Lauscher (* 30. September 1952 in Linnich; † 15. Januar 2010 in Basel) war ein deutscher Fußballspieler. Der Offensivspieler hat beim 1. FC Köln von 1971 bis 1976 in der Fußball-Bundesliga 80 Ligaspiele absolviert und zehn Tore erzielt. In der Runde 1972/73 wurde er mit Köln Vizemeister und stand im DFB-Pokalfinale. Mit dem FC Basel feierte er 1977 und 1980 unter Trainer Helmut Benthaus die Schweizer Meisterschaft.

## Laufbahn

### Jugend und 1. FC Köln, bis 1971
Aufgewachsen ist Detlev Lauscher in Übach-Palenberg im Kreis Heinsberg. Er besuchte die Volksschule und später das Gymnasium in Herzogenrath. Im elterlichen Groß- und Einzelhandelsgeschäft zum Kaufmann ausgebildet, begann er erst spät mit dem Fußball im Verein. Nach einigen Jahren als reiner Straßenfußballer wurde er kurz vor Vollendung des 16. Lebensjahres Mitglied in der Jugendabteilung des VfR Übach-Palenberg, wo sein Vater als Abteilungsleiter fungierte. Beim VfR stellte man rasch fest, dass man einen technisch starken und schnellen linken Flügelstürmer hinzugewonnen hatte. Er spielte sich schnell in die Mittelrhein- und die Verbandsauswahl von Westdeutschland. Sein erstes Jahr Senioren verbrachte er 1970/71 beim heimischen VfR in der Bezirksklasse Mittelrhein und machte durch sein herausragendes Talent große Vereine auf sich aufmerksam. Darunter war auch ein Angebot des Bundesligisten Borussia Mönchengladbach, wo Trainer Hennes Weisweiler auf eine Verpflichtung von Lauscher drängte. Wegen seines Wunsches das Abitur erfolgreich beenden zu können, schloss er sich zur Saison 1971/72 dem Regionalligisten Alemannia Aachen an. Jetzt tauchte aber der 1. FC Köln auf und wollte unbedingt den jungen Stürmer in die Domstadt locken. Präsident Oskar Maaß und FC-Trainer Gyula Lóránt bemühten sich intensiv um das Talent, „überredet“ wurde er jedoch von seinem ehemaligen Schulkameraden aus Herzogenrath, Jupp Kapellmann. Ein Formfehler im unterschriebenen Vertrag mit Aachen verhalf Lauscher und dem FC dazu, einen gültigen Vertrag für die Saison 1971/72 abzuschließen.
Am 18. September 1971 wurde er von Trainer Gyula Lóránt beim Heimspiel gegen Eintracht Braunschweig erstmals in der Fußball-Bundesliga zum Einsatz gebracht. Er wurde in der 36. Minute für Johannes Löhr eingewechselt und erzielte in der 88. Minute das Tor zum 2:0-Endstand. Lauscher belegte mit dem 1. FC Köln den vierten Rang und absolvierte in seinem Debütjahr elf Bundesligaspiele, in diesen erzielte er vier Tore. Insgesamt bestritt er in fünf Jahren Bundesliga 80 Spiele, in denen er zehn Tore schoss. In seinen Einsätzen im UEFA-Cup traf er auf die Mannschaften von Bohemians Dublin, Tottenham Hotspur, Dinamo Bukarest, FC Amsterdam und 1974/75 im Halbfinale auf den Rivalen Borussia Mönchengladbach. Als der 1. FC Köln 1973 im DFB-Pokal das Finale am 23. Juni gegen Mönchengladbach mit 1:2 Toren verlor, hatte Lauscher zuvor in den Begegnungen gegen SC Fortuna Köln und Eintracht Braunschweig mitgewirkt. Seinen letzten Bundesligaeinsatz erlebte der Angreifer am 10. April 1976, als er von dem damaligen Trainer Georg Stollenwerk in der 70. Minute für Matthias Brücken beim 3:2-Sieg bei Rot-Weiss Essen eingewechselt wurde.

### Schweiz
Im Sommer 1976 wechselte er zum FC Basel, bei dem er unter Trainer Helmut Benthaus ein erfolgreicher Torschütze war. Mit dem FC Basel gewann Lauscher 1977 und 1980 zweimal die Meisterschaft. Er erzielte für den FC Basel in insgesamt 183 Pflichtspielen 66 Tore. Als er mit Basel 1980 in der Finalrunde mit zwei Punkten Vorsprung gegenüber den Grasshoppers, die zweite Meisterschaft gewann, erzielte er an der Seite von Hans Küng, Jean-Pierre Maradan und Markus Tanner in 33 Ligaspielen 18 Tore.
Lauscher spielte von 1981 bis 1984 beim FC Luzern und beendete 1985 beim Grasshopper Club Zürich seine Laufbahn. Er erzielte in insgesamt 202 Partien in der Nationalliga A 68 Tore.
Am 15. Januar 2010 starb Lauscher an Herzversagen.  Lauscher war verheiratet, hatte zwei Töchter und hatte eine Firma für Spezialtüren in Krankenhäusern und Altenheimen gegründet. Er blieb nach dem Rücktritt mit seiner Familie in Basel. Seine Grabstätte befindet sich auf dem Friedhof am Hörnli in der Gemeinde Riehen, Kanton Basel-Stadt.

## Statistik
- 1. Bundesliga
  - 80 Spiele; 10 Tore
- DFB-Pokal
  - 12 Spiele
- UEFA-Cup
  - 15 Spiele; 3 Tore
- Nationalliga A
  - 202 Spiele; 68 Tore

## Erfolge und Titel
1. FC Köln
- 1973 Deutscher Vize-Meister
- 1973 DFB-Pokal-Finalist

FC Basel
- Schweizer Meister: 1977, 1980